# La Muga (Lles de Cerdanya)
La Muga és una muntanya de 2.861 metres que es troba al municipi de Lles de Cerdanya, a la comarca de la Baixa Cerdanya.
Aquest cim està inclòs al llistat dels 100 cims de la FEEC